# Vlajka Vanuatu

Vanuatská vlajka
Poměr stran: 19:36 (nebo 3:5)

Vanuatská námořní válečná vlajka
Poměr stran: 3:5

Vlajka Vanuatu je tvořena dvěma vodorovnými pruhy, horním červeným a dolním zeleným. U žerdi je umístěn černý trojúhelníkový klín, jehož ramena jsou žlutě a černě lemovaná. Toto lemování přechází do vodorovných proužků, které jdou středem vlajky, oddělují tak od sebe oba dva široké pruhy, a vytvářejí ležaté písmeno Y. V černém klínu je umístěn žlutý emblém pocházející ze státního znaku: zatočený kančí zub a dvě zkřížené ratolesti kapradiny, taktéž ve žluté barvě.
Červená barva horního pruhu symbolizuje krev tradičně obětních divočáků, ale i krev lidskou, spojující všechny obyvatele státu. Zelená barva dolního pruhu připomíná vanuatské ostrovy a černá barva klínu symbolizuje úrodnou půdu a melanéské obyvatelstvo. Žlutá je barvou míru a křesťanského osvícení. Ležaté písmeno Y připomíná tvar souostroví. Kančí zub, tradiční a oblíbená ozdoba místních obyvatel, je symbolem moci a bohatství. Dvě zkřížené ratolesti kapradiny jsou symbolem domorodých náčelníků a i dnes představují nový stát a jeho ústavu. Jejich 39 lístků odpovídá počtu členů poslanecké sněmovny.
Válečné námořní síly užívají vlajku s bílým listem a státní vlajkou v kantonu.
Vlajku vanuatského prezidenta tvoří zelený list o poměru stran 1:2 s úplným červeným lemem. Uprostřed je umístěn státní znak.

Rozměry vanuatské vlajky
Detail vanuatské vlajky
Vlajka vanuatského prezidenta Poměr stran: 3:5

## Historie
Pacifické souostroví v Melanésii, dříve známé pod názvem Nové Hebridy, objevil pro Evropu 22. května 1768 francouzský mořeplavec Louis Antoine de Bougainville, který je pojmenoval Velké Kyklady. Novými Hebridami je pojmenoval anglický mořeplavec James Cook roku 1774 při své druhé plavbě, podle podobnosti se skotským souostrovím Hebridy. V padesátých letech 19. století začali Britové a Francouzi na Nových Hebridách  zakládat plantáže. Roku 1887 byla uzavřena smlouva o společné, britsko-francouzské námořní správě. V roce 1906 získaly ostrovy status britsko-francouzského kondominia. Prvními vyvěšovanými vlajkami na ostrovech byly tedy britské a francouzské vlajky. Ty se užívaly až do vyhlášení nezávislosti v roce 1980.

Britská vlajka Nových Hebrid (1887–1980) Poměr stran: 1:2
Francouzská vlajka Nových Hebrid (1887–1980) Poměr stran: 2:3

V roce 1934 (jiný zdroj uvádí rok 1906) byla zavedena vlastní vlajka Nových Hebrid, užívaná vedle již zmíněných vlajek. Vlajkou byla britská státní námořní vlajka (modrá služební) o poměru stran 1:2 s novohebridským vlajkovým emblémem (anglicky Badge) ve vlající části. Emblém byl tvořen žlutou kresbou tudorovské koruny s červeným sametem a pod ní černý opis NEW HEBRIDES, to vše v bílém kruhu.
V roce 1953 byla kresba koruny upravena na korunu sv. Eduarda.

Britská vlajka Nových Hebrid (1906/1934–1953) Poměr stran: 1:2
Britská vlajka Nových Hebrid (1953–1980) Poměr stran: 1:2
Vlajka novohebridského komisaře (1906/1934–1953) Poměr stran: 1:2
Vlajka novohebridského komisaře (1953–1980) Poměr stran: 1:2

V letech 1940–1945 užívala Francouzská svobodná správa na souostroví vlajku o poměru stran 2:3, odvozenou z vlajky francouzské, doplněnou o červený dvojramenný kříž v bílém, prostředním pruhu.
Kromě výše uvedených se užívaly i další vlajky. V roce 1963 sportovci na Hrách jižního Pacifiku užívali francouzskou vlajku doplněnou o malé svislé vlaječky Francie a Spojeného království. V roce 1966 na týchž hrách to byla vlajka tvořená modrým listem se zkříženými žlutými žerděmi s vlajkami Francie a Spojeného království.

Vlajka Svobodné Francie na Nových Hebridách (1940–1945) Poměr stran: 2:3
Vlajka Nových Hebrid na Hrách jižního Pacifiku (1963) Poměr stran: 2:3
Vlajka Nových Hebrid na Hrách jižního Pacifiku (1966) Poměr stran: 2:3

Od poloviny 70. let vznikalo na ostrovech separatistické hnutí, které vedlo ke vzniku několika nezávislých států:

Nagriamelská federace, vznik 27. prosince 1975 na ostrovech Espiritu Santo, Maewo, Aoba, Torresových ostrovech a Banksových ostrovech. Vlajku tvořil modrý list o poměru stran 2:3 s vyobrazením podaných rukou (vlevo černé, vpravo bílé). Za nimi byly rostliny nagria a namele v zelené a bílé barvě, pod rukama pak bílá pěticípá hvězda, nad nimi bílý název státu NA-GRIAMEL. (není obrázek)
Penama Poměr stran: 1:2
Federace Vemerana, vznik v roce 1980 na ostrově Espiritu Santo. Vlajku tvořil modrý list o poměru stran 2:3, s uprostřed umístěnou zelenou, pěticípou hvězdou.
Shefa Poměr stran: 4:5
Tafea Poměr stran: 5:7
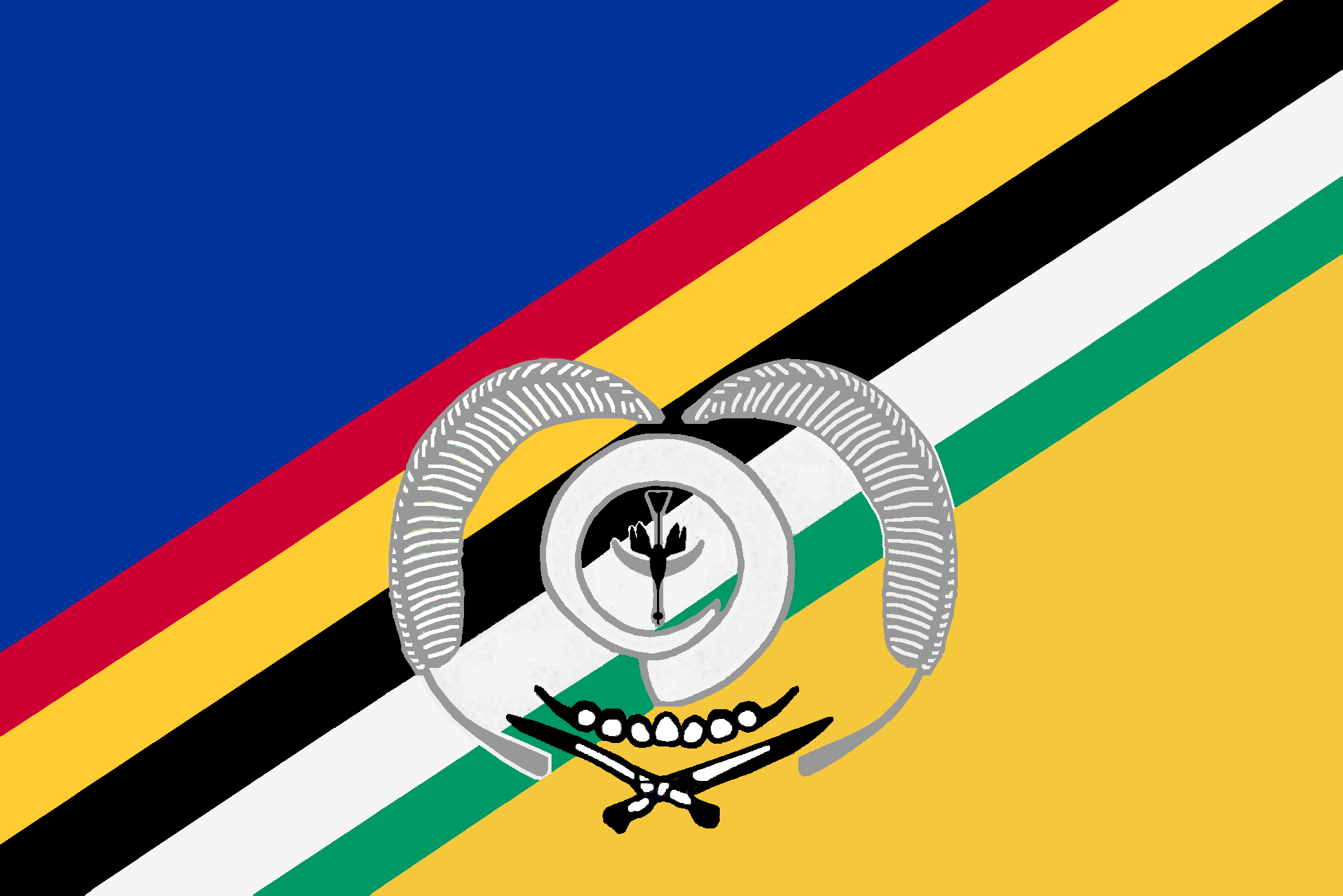
Republika N'Makiaute, vznikla roku 1980 na ostrově Malakula. Vlajku o poměru stran 2:3 tvořil list diagonálně rozdělený bílým pruhem z dolního rohu do horního cípu. Horní pole bylo modré, dolní zelené. V horním poli byla žlutá silueta letícího ptáka. (není obrázek)

Vlajka Federace Vemerana (1980) Poměr stran: 2:3

Tyto státy však neměly dlouhého trvání, po vyhlášení nezávislosti bylo separatistické hnutí potlačeno za pomoci Spojeného království a Papuy Nove Guineje
30. července 1980 byla vyhlášena nezávislost Vanuatu na Francii a Spojeném království. Název nového státu je složen z domorodých slov vanua (země) a atu (samostatný). Ihned poté byla zavedena nová vlajka. Soutěž o vzhled vlajky vyhrál návrh Kalontose Malona z ostrova  Emau, podle něhož vlajka převzala barvy (ne však podobu) vlajky politické strany Vanuaaku, která dovedla zemi k nezávislosti. Konečný návrh vytvořil výtvarník Rick Fraser. Parlament jej schválil 18. února 1980 (již před vyhlášením nezávislosti?).

## Vlajky vanuatských provincií

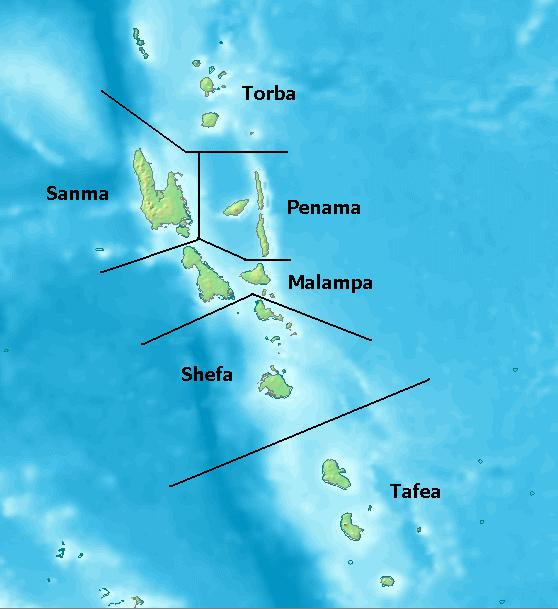
Vanuatské provincie

Vanuatu je od roku 1994 administrativně členěno na šest provincií:
- Malampa[6]
Poměr stran: 2:3
- Penama[7]
Poměr stran: 1:2
- Sanma[8]
Poměr stran: 2:3
- Shefa[9]
Poměr stran: 4:5
- Tafea[10]
Poměr stran: 5:7
- Torba[11]
Poměr stran: 2:3